# Chaohu
Chaohu (chiń. 巢湖市; pinyin Cháohú shì) – miasto na prawach powiatu we wschodnich Chinach, w prowincji Anhui, w prefekturze miejskiej Hefei. W 2010 roku liczba mieszkańców miasta wynosiła 139 283.
22 sierpnia 2011 roku Chaohu utraciło status miasta na prawach prefektury i zostało zdegradowane do rangi miasta na prawach powiatu. Obszar prefektury miejskiej Chaohu podzielono na trzy części, które włączono do sąsiednich miast na prawach prefektury. Miasto Chaohu zostało ograniczone do terytorium dawnej dzielnicy Juchao i włączone do prefektury miejskiej Hefei. Powiat Lujiang przyłączono do prefektury miejskiej Hefei, powiat Wuwei do prefektury miejskiej Wuhu, a powiaty Hanshan i He do prefektury miejskiej Ma’anshan. Zmiany administracyjne, według władz motywowane względami ekonomicznymi, spotkały się z ostrymi kontrowersjami.